# Carolino Anaya Ramírez
Carolino Anaya Ramírez är en ort i Mexiko.   Den ligger i kommunen Minatitlán och delstaten Veracruz, i den sydöstra delen av landet, 600 km öster om huvudstaden Mexico City. Carolino Anaya Ramírez ligger 47 meter över havet och antalet invånare är 410.
Terrängen runt Carolino Anaya Ramírez är platt åt nordväst, men åt sydost är den kuperad. Runt Carolino Anaya Ramírez är det ganska glesbefolkat, med 29 invånare per kvadratkilometer. Närmaste större samhälle är Chuniapan de Arriba, 15,3 km söder om Carolino Anaya Ramírez. Omgivningarna runt Carolino Anaya Ramírez är en mosaik av jordbruksmark och naturlig växtlighet.